# Hirokazu Tanaka
Hirokazu "Hip" Tanaka (japanska: 田中宏和,?, Tanaka Hirokazu) är en japansk kompositör, musiker och programmerare, mest känd för att ha skrivit musik för Nintendo. Bland klassikerna märks Kid Icarus och Metroid. Han jobbade för Nintendo mellan 1980 och 1998. Sedan 2000 är han VD för Creatures som producerar spelen och samlarkorten runt Pokémonfenomenet.

## TV-spelsmusik
(ej komplett):
- Space Firebird (1980) (ljudeffekter)
- Donkey Kong (1980) (ljudeffekter)
- Pac-Man Fever (1982) (album; ljudeffekter)
- Urban Champion (1984)
- Balloon Fight (1984)
- Wild Gunman (1984)
- Duck Hunt (1985)
- Gyromite (1985)
- Stack Up (1985)
- Wrecking Crew (1985)
- Kid Icarus (originaltitel: Paltena no Kagami) (1986)
- Metroid (1986)
- Super Mario Land (1989)
- Mother (med; Akio Ohmori, Ritsuo Kamimura, and Keiichi Suzuki) (1989)
- Balloon Kid (1990)
- Dr. Mario (1990)
- Hello Kitty World
- EarthBound (Mother 2, 1994)
- Gumshoe (1986)